# Jan Niemira
Niemira z Wsielubia (Nemyr, Nyemyr, Nemyra, Nemerza) herbu Jastrzębiec, znany także jako Jan Niemira (ur. w XIV w., zm. w XV w.) – bojar litewski, starosta połocki (1412–1413), adoptowany podczas unii horodelskiej (1413).

## Życiorys
Pośród świadków traktatu salińskiego z 1398 roku występuje niejaki „Nammyr”, koniuszy w. ks. Witolda Kiejstutowicza. Nie ma jednak pewności czy chodzi o owego Jana Niemirę. Dodatkowo niejaki „Namyr” spotykany jest dość często w źródłach krzyżackich z przełomu XIV i XV wieku, nosi je stale jeden ze służebnych Wielkiego Mistrza, nie wiadomo tylko, czy jest on tym samym co wcześniej wspomniany koniuszy Witolda, a tym bardziej czy ma coś wspólnego z Janem Niemirą.
Pewne jest natomiast, że po raz pierwszy zjawia się w dokumentach unii wileńskiej z 1401 roku, gdzie pojawia się wraz z braćmi, których imiona nie są podane. Niemira używający chrześcijańskiego imienia Jan występuje często w źródłach historycznych (jednakże, bez żadnych tytułów czy funkcji dygnitarskich) jako świadek dokumentów z lat 1404–1411. Rok później, w 1412, bierze udział wraz z Zinowiewem Bratoszycem w poselstwie Jagiełły i Witolda do Nowogrodu w sprawie wojny z inflancką gałęzią zakonu krzyżackiego, w tym samym roku występuje już w kwietniu z godnością starosty połockiego, którą sprawuje jeszcze w 1413 w Horodle.
Właśnie w roku 1413 uczestniczył w akcie unii horodelskiej, gdzie wraz z 47 innymi przedstawicielami rodów bojarów litewskich wyznania rzymskokatolickiego został przyjęty do polskich rodów herbowych. Jan Niemira przyjął herb Jastrzębiec, a do herbu tego adoptował go biskup krakowski, Wojciech Jastrzębiec. Pieczęć Jana Niemiry nie zachowała się przy dokumencie unii horodelskiej.
Po Horodle Niemira całkowicie znika na zawsze z horyzontu, natomiast występują dość licznie przeróżni Niemirowicze (osoby posiadające nazwisko wywodzące się od imienia Niemira). Danych Niemirowiczów nie można jednak wszystkich uznać za potomstwo omawianego Jana Niemiry, gdyż samo imię Niemira (pol. Niemirza), nie było na Litwie i Rusi rzadkie. Pewność dotyczącą jedności krwi pewnych Niemirowiczów z Janem Niemirą można mieć tylko wtedy, gdy któryś z nich pozostawił przy dokumencie dochowaną pieczęć z herbem Jastrzębiec.

Pod dokumentem pokoju mełneńskiego z 1422 r., pod którym to dokumentem swoje pieczęcie w charakterze gwarantów przystawiło 95 dostojników polskich i litewskich oraz 17 miast, zachowała się po dziś dzień pieczęć z herbem Jana Niemiry i łacińskim podpisem: 

+ s(igillum) x iohan(n)is x de x wselub x

Jan Niemira był właścicielem dóbr Wsielub (biał. Уселюб) w powiecie nowogródzkim, gdzie na początku XV wieku ufundował istniejący do dziś kościół parafialny.

### Życie prywatne
Imiona rodziców Jana Niemiry nie są znane, jednakże z dokumentów historycznych unii wileńskiej dowiadujemy się o istnieniu jego braci. Ze swoją żoną, Anną, miał czterech synów; Mikołaja Niemirowicza, Andruszkę Niemirowicza, Jana Niemirowicza i Fedkę (Fedora) Niemirowicza.
Potomkowie Jana Niemiry używali początkowo nazwiska Niemirowicz. Jeden z jego synów Mikołaj Niemirowicz ufundował istniejący do dziś Kościół Trójcy Przenajświętszej w Iszkołdzi. Począwszy od jednego z wnuków Jana Niemiry Jakuba Niemirowicza zwanego „Szczyt” członkowie tego rodu używali również nazwiska Szczyt(t) oraz Szczyt(t)-Niemirowicz lub Niemirowicz-Szczyt(t). Obecnie żyjący potomkowie Jana Niemiry wywodzący się z gałęzi kasztelańskiej rodu, odnoga kożangródzka (od dóbr Kożangródek – obecnie Białoruś), są Polakami, mieszkają głównie w Warszawie i okolicach oraz używają nazwiska Niemirowicz-Szczytt. Rodzina Niemirowicz-Szczytt h. Jastrzębiec to jedna z dwóch (obok Radziwiłłów) żyjących obecnie rodzin, co do których istnieje pewność, że pochodzą po mieczu w prostej linii od któregoś z bojarów litewskich uczestniczących w akcie unii horodelskiej.